# Septopezizella
Septopezizella is een monotypisch geslacht van schimmels behorend tot de familie Pezizellaceae. Het bevat alleen Septopezizella oreadum.